# Ursula Donath
Ursula Donath (Saldus, 30 juli 1931) is een atleet uit Duitsland. Ze was van Duitse afkomst, maar geboren in Litouwen (Saldus, Frauenburg). In 1941 verhuisde haar familie naar Poznań in Polen en daarna naar Luckenwalde in Duitsland.
Op de Olympische Zomerspelen van Rome in 1960 nam Donath met het Duits eenheidsteam deel aan de 800 meter. Ze behaalde een bronzen medaille.

## Privé
In 1953 huwde ze Dr. Rolf Donath, een middellangeafstandsloper en sportarts. Hij zat in een comité dat bepaalde welke top-atleten ondersteunende middelen zouden krijgen.
- Gemeinsame Normdatei: 1341943526
- Virtual International Authority File: 2993172729681006290005